# Pansartrupper

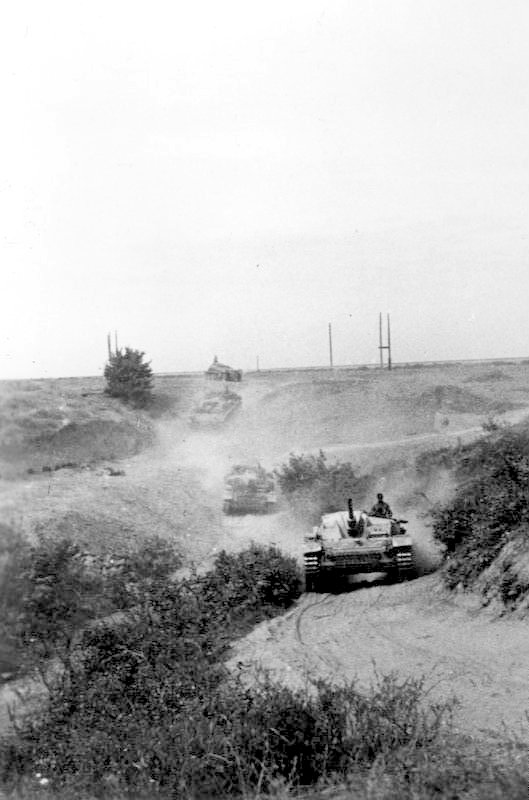
Tyska pansartupper utanför Stalingrad september 1942.

Pansartrupper, pansarstyrkor, pansarflotta eller pansarvapen kallas det truppslag som använder tyngre pansarfordon som huvudkomponent i strid, såsom stridsvagnar och pansarskyttefordon, etc. De kan organiseras inom pansararméer eller pansarkårer, vidare uppdelade i pansarfördelningar eller pansardivisioner, och innehåller då flera truppslag, men med pansarförband som själva kärnan.
Idén utvecklades under första världskriget av Charles de Gaulle i Frankrike, Basil Liddell Hart i England och Heinz Guderian i Tyskland. Tyskarna hade nått längst 1939, och det var deras pansartrupper som i början av andra världskriget genomförde Adolf Hitlers blixtkrig.
I Sverige bildades pansartrupper genom 1942 års försvarsbeslut, då regementena I2, K2, I10 och I9 ombildades till pansarregementena P1, P2, P3 och P4. Ett antal stridsvagnar hade anskaffats redan före första världskriget och försöksutbildning bedrevs med dessa vid Svea livgarde. Efter 1925 organiserades en stridsvagnsbataljon vid I2, och 1936 års försvarsbeslut innebar att en stridsvagnsbataljon skulle inrättas vid vardera I9 och I10.
Efter 1942 skedde en snabb utveckling med i huvudsak svensk materiel. Åren 1949-63 tillhörde I1, I7 och I15 pansartrupperna med uppgift att utbilda deras pansarinfanteri. Efter omorganisationen 1957 och 1963 utökades pansartrupperna väsentligt och bestod 1977 av sju pansarregementen och en pansarbataljon.
Pansarfordon av olika slag ingår numera även i infanteriet så gränsen mellan pansartrupper och infanteri är nu litet flytande. Ordet pansartrupper används också som synonym till pansarfordon.